# NGC 1489
NGC 1489 è una lontana e molto vasta galassia a spirale barrata situata nella costellazione dell'Eridano, a una distanza di circa 551 milioni di anni luce dalla nostra Via Lattea.

## Scoperta
La galassia è stata scoperta nel 1886 dall'astronomo statunitense Frank Muller.

## Descrizione
NGC 1489 ha una classe di luminosità II e presenta una larga riga a 21 cm dell'idrogeno neutro.
Inoltre è una galassia attiva del tipo Seyfert 2.